# Vol Indonesia AirAsia 8501
Le 28 décembre 2014, le vol Indonesia AirAsia 8501 (code AITA : QZ8501), un vol international régulier effectué par un Airbus A320-200 de la compagnie aérienne à bas coût Indonesia AirAsia entre Surabaya, en Indonésie, et Singapour, s'est écrasé dans la mer de Java avec à son bord 162 personnes, soit 155 passagers, dont 150 Indonésiens, et 7 membres d'équipage,,.
La commission d'enquête a mis en cause des réactions inappropriées des pilotes à une défaillance non critique d'un des systèmes de commande de vol, connue depuis plusieurs vols mais non réparée. La coupure intempestive, en vol, du système assurant la protection en domaine de vol de l'avion, et la réaction tardive des pilotes, ont provoqué la perte de contrôle de l'avion et son décrochage jusqu'à l'impact en mer.

## Disparition
L'appareil a décollé à 5 h 35 depuis l'aéroport international Juanda de Surabaya, sur l'île de Java, et devait atterrir à 8 h 30 à l'aéroport de Singapour Changi. Il a perdu contact 42 minutes après son départ alors qu'il se trouvait au-dessus de la mer de Java, près de l'île indonésienne de Belitung, au large de la côte orientale de Sumatra.
Des éléments sur les dernières communications du pilote de l'Airbus A320 d'AirAsia ont été révélés le 30 décembre 2014. Au décollage, le pilote avait demandé la permission de voler à 11 582 mètres d'altitude (Niveau de vol FL380), mais sa requête n'a pas pu être approuvée en raison du trafic. Le directeur d'AirNav, Wisnu Darjono explique que « à ce moment-là, 11 avions empruntaient le couloir M365 », ajoutant que 160 avions utilisaient quotidiennement ce couloir pour aller à Singapour.
Dans sa dernière communication, le pilote a demandé à dévier de son plan de vol et répété qu'il voulait prendre de l'altitude pour éviter de très mauvaises conditions météorologiques. Le pilote a donc demandé au contrôle aérien à dévier sur la gauche en raison du mauvais temps, ce qui a été immédiatement approuvé. Aucun appel de détresse n'aurait été reçu de l'appareil.

### Synthèse des échanges avec l'avion
| Temps écoulé (HH:MM) | Heure       | Heure                       | Heure           | Événement |
| Temps écoulé (HH:MM) | UTC         | Indonésie occidentale UTC+7 | Singapour UTC+8 | Événement |
| -------------------- | ----------- | --------------------------- | --------------- | --- |
| 00:00                | 27 décembre | 28 décembre                 | 28 décembre     | Décollage de l'aéroport international Juanda. |
| 00:00                | 22:35       | 05:35                       | 06:35           | Décollage de l'aéroport international Juanda. |
| 00:35                | 23:12       | 06:12                       | 07:12           | Le pilote demande d'éviter les nuages en virant à gauche pour aller plus haut, vers 38 000 pieds (11 582 mètres), soit 5 000 pieds au-dessus de l'altitude de croisière prévue dans le plan de vol. Dernier contact radio. |
| 00:41                | 23:16       | 06:16                       | 07:16           | L'appareil est vu pour la dernière fois sur le radar. |
| 00:42                | 23:17       | 06:17                       | 07:17           | Les autorités de l'aviation civile indonésienne perdent la trace de l'avion. Plus de contact radio ni sur le radar. Seul le ADS-B émet toujours.                                                                           |
| 00:43                | 23:18       | 06:18                       | 07:18           | Plus aucun contact. Seul l'affichage du plan de vol sur l'écran radar apparait. |
| —                    | 28 décembre | 07:08                       | 08:08           | Le contrôle de la circulation aérienne déclenche la phase d’incertitude (INCERFA). |
| —                    | 00:08       | 07:08                       | 08:08           | Le contrôle de la circulation aérienne déclenche la phase d’incertitude (INCERFA). |
| —                    | 00:28       | 07:28                       | 08:28           | Le contrôle de la circulation aérienne déclenche la phase d’alerte (ALERFA). |
| —                    | 00:30       | 07:30                       | 08:30           | Arrivée prévue à l'aéroport de Singapour Changi. |
| —                    | 00:55       | 07:55                       | 08:55           | Le contrôle de la circulation aérienne déclenche la phase de détresse (DETRESFA). |

## Appareil, équipage et passagers
Le vol 8501 AirAsia était assuré par un Airbus A320-216, un avion de ligne moyen-courrier immatriculé PK-AXC pour numéro de série MSN 3648. Livré à AirAsia en octobre 2008 et équipé de moteurs CFM 56-5B produits par Safran et General Electric (GE), l'appareil avait accumulé 23 000 heures de service au cours de plus de 13 600 vols depuis sa mise en service par la compagnie asiatique.
L'appareil a subi une visite de maintenance le 16 novembre 2014 pour un examen de routine.
L'A320-200 transportait 7 membres d'équipage et 155 passagers dont 16 enfants et 1 nourrisson. Le commandant de bord Iriyanto avait accumulé 20 537 heures de vol, dont 6 053 avec AirAsia, le copilote français Rémi Emmanuel Plésel avait 2 275 heures de vol à son actif,,.
Plésel, originaire du Marigot, Martinique, a étudié et travaillé à Paris et a vécu en Indonésie.
| Nationalité  | Passagers | Équipage | Total |
| Indonésie    | 149       | 6        | 155   |
| Corée du Sud | 3         |          | 3     |
| Malaisie     | 1         |          | 1     |
| Singapour    | 1         |          | 1     |
| France       |           | 1        | 1     |
| Royaume-Uni  | 1         |          | 1     |
| Total        | 155       | 7        | 162   |

Les autorités indonésiennes ont révélé le 3 janvier 2015 qu'AirAsia n'aurait pas respecté les termes de sa licence d'exploitation commerciale pour la liaison Surabaya-Singapour en volant un dimanche 28 décembre 2014, jour où l'accident s'est produit. Selon les termes du ministère des transports, la compagnie aérienne était autorisée à effectuer des vols dans cet AWY (couloir aérien) uniquement quatre jours par semaine, mais pas le dimanche. L'autorisation d'exploitation d'AirAsia pour tous ses vols vers Singapour a été suspendue jusqu'à la fin de l'enquête sur l'écrasement du QZ8501, soit probablement plusieurs mois. Jean Serrat, un ancien commandant de bord, estime que l'équipage n'aurait jamais obtenu l'autorisation de mettre en route ses moteurs au moment du décollage si le plan de vol n'avait pas été approuvé par les autorités indonésiennes et singapouriennes.

## Recherches

### Opération de recherches

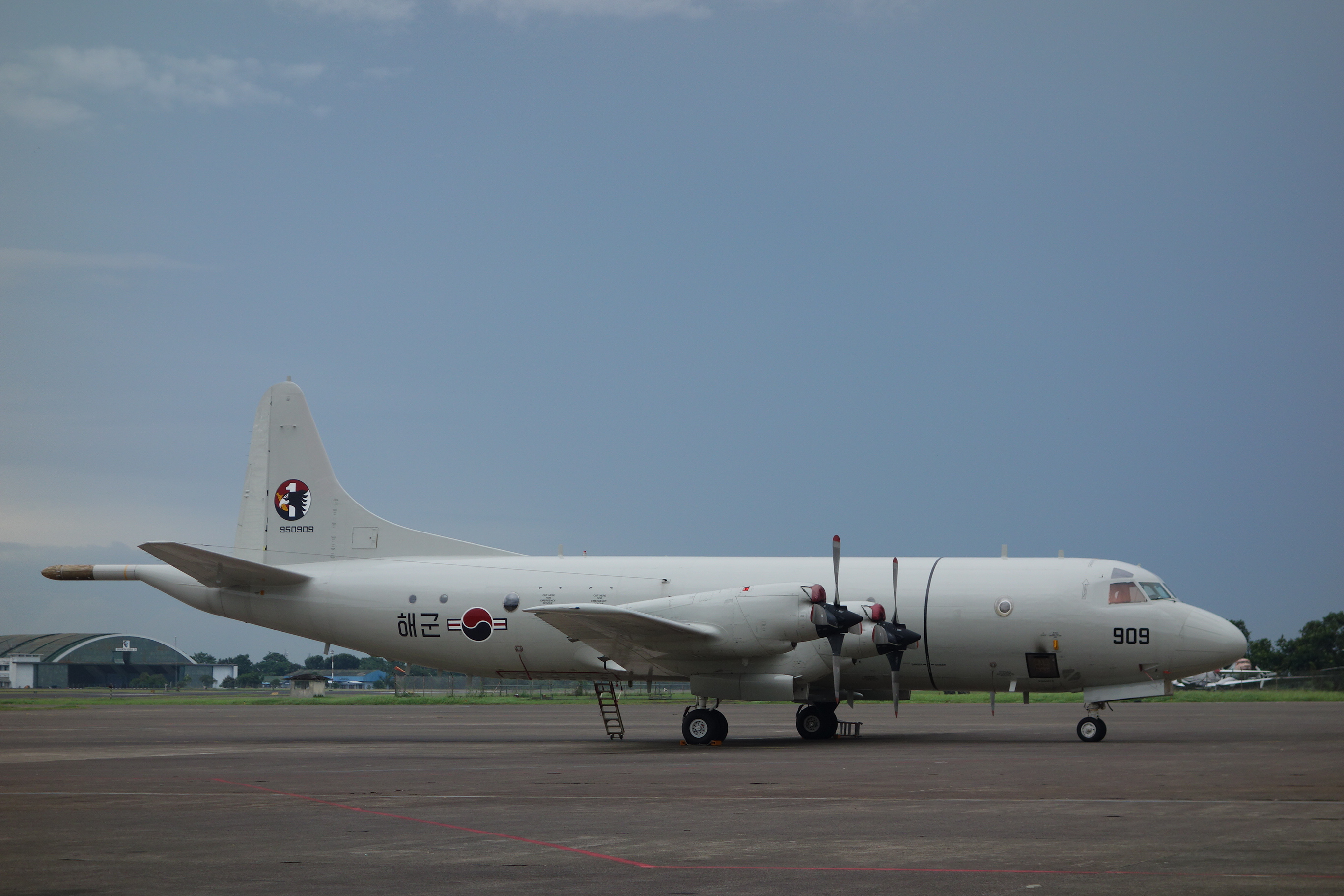
Avion de reconnaissance Lockheed EP-3 de la marine de la République de Corée sur l'aéroport Halim Perdanakusuma de Jakarta

Une opération de recherches et sauvetage a été déclenchée par les autorités indonésiennes. Le bureau d'aviation civile de Singapour a annoncé que deux appareils C-130 participeraient aux recherches.
Singapour a proposé l'aide de l'armée de l'air et de la marine nationale pour participer aux recherches de l'avion. Les opérations ont été engagées depuis le centre de recherche et de secours de l'île de Bangka, en mer de Java.
Une trentaine de bateaux et une vingtaine d'avions mis à disposition par l'Indonésie, l'Australie, la Malaisie, et Singapour sillonnent une zone de 10 000 milles nautiques de côté pour assister l'Indonésie dans ces opérations de recherches centrées sur la mer de Java. Le Royaume-Uni, la France, et la Chine se sont dits prêts à apporter leur aide. Une équipe de deux enquêteurs français accompagnée de deux conseillers techniques d'Airbus est partie pour Jakarta. Les États-Unis ont annoncé l'envoi sur zone d'un navire de guerre, le destroyer USS Sampson. La Corée du Sud a dépêché un avion de reconnaissance P-3 qui avait été déployé pour les recherches de l'avion de Malaysia Airlines (vol MH370) disparu en début d'année, et la Chine mobilise une frégate et des avions militaires.

### Découverte de débris et de corps
Le 30 décembre 2014, les recherches aériennes ont repéré des débris de l'épave, des objets flottants et les cadavres de trois victimes dans la mer de Java,.
Ces débris ainsi que les corps ont été retrouvés à 160 kilomètres au large des côtes de Bornéo. L'agence Associated Press rapporte que les trois corps récupérés sont « intacts », mais « gonflés » par l'eau. Ils ont été transportés à bord d'un bateau de la marine indonésienne. Dans cette zone de recherches, la profondeur de la mer est de 50 à 100 mètres seulement.

Débris de l'appareil
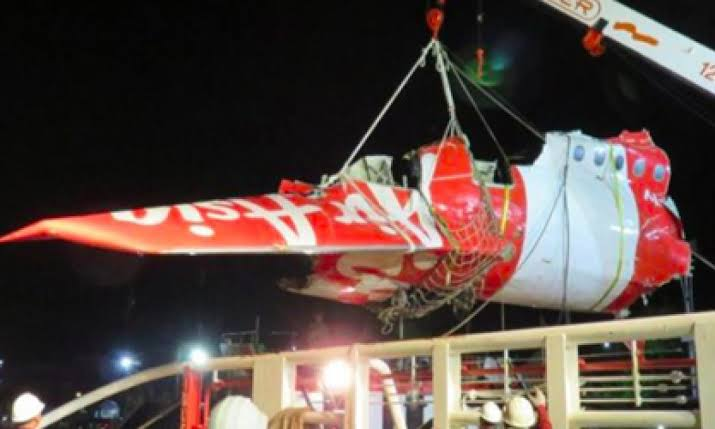
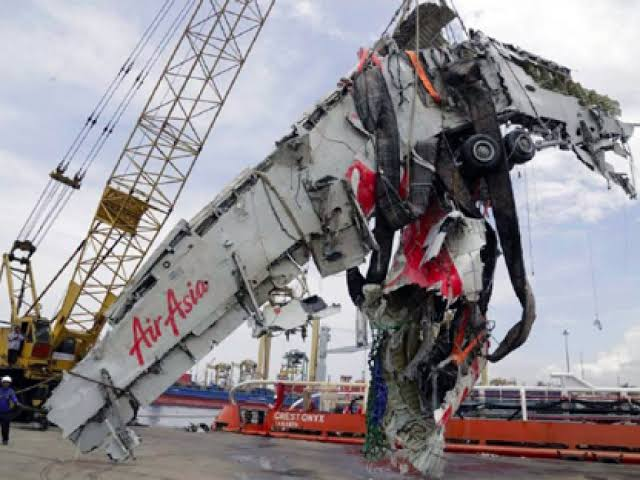

Le 31 décembre 2014, le mauvais temps a entravé les efforts pour récupérer les victimes de vol AirAsia QZ8501 et les recherches ont été sévèrement limitées en raison de fortes pluies, de vents et de nuages épais, mais sept corps ont été retrouvés jusqu'à présent. Un radeau de sauvetage a également été trouvé.

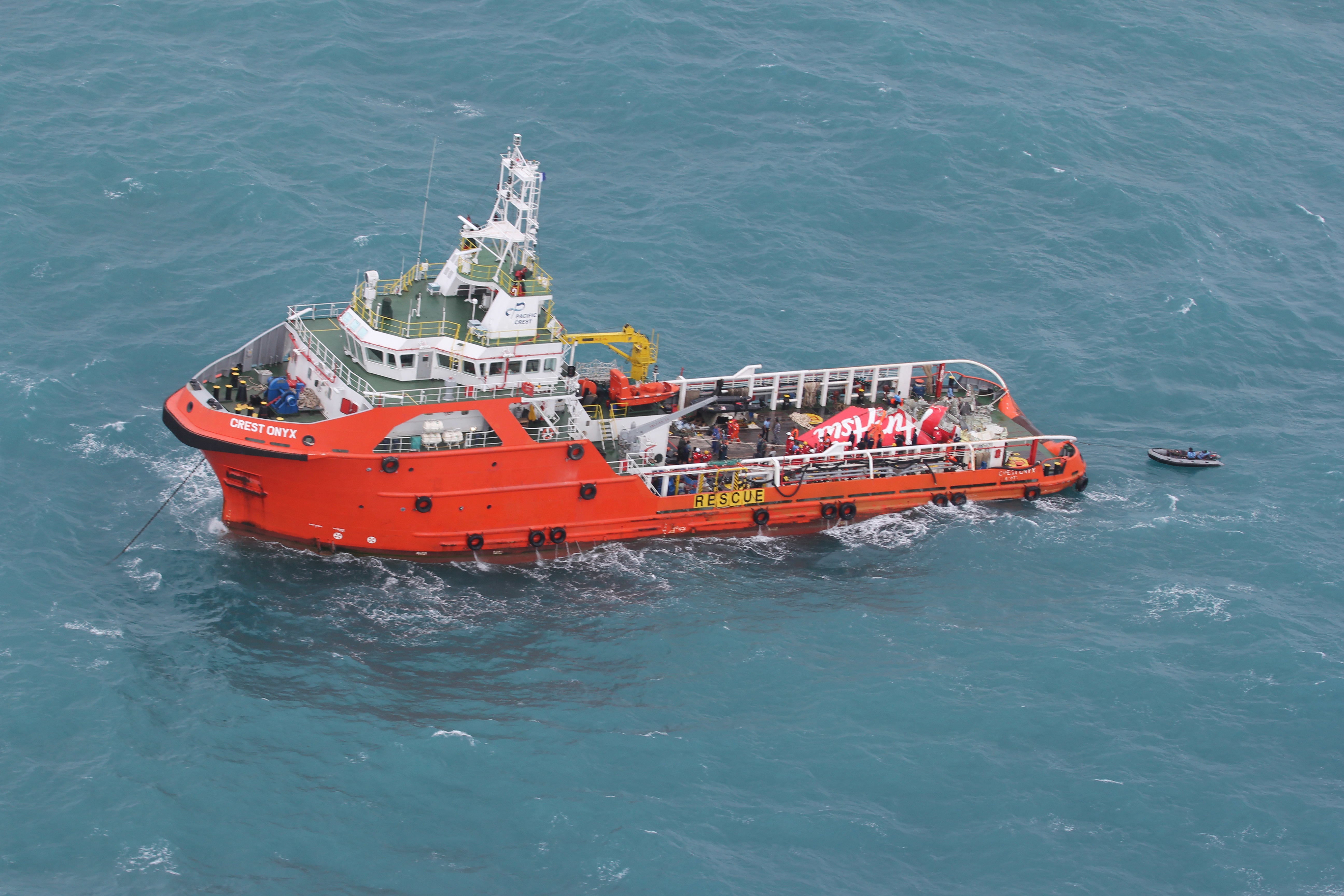
Un navire de ravitaillement offshore avec une partie de la dérive de l'appareil sur sa poupe, le 9 janvier 2015.

Des objets ressemblant à une porte de secours et un toboggan gonflable pour les évacuations d'urgence figurent parmi les premiers débris repérés dans la zone de recherche, suggérant que les premiers passagers pourraient avoir entamé le processus d'évacuation après l’amerrissage de l'avion sur l'eau.
Au 12 janvier 2015, 48 victimes et de nombreux débris ont été retrouvés. D'après les autorités indonésiennes, des corps ont été retrouvés encore attachés à leur siège. Dans une interview téléphonique accordée à la télévision Metro TV, Yayan Sofiyan, le commandant du navire indonésien Bung Tomo a assuré que l'empennage de l'A320 avait été repéré à une profondeur de 29 mètres, ce qui devrait permettre de localiser rapidement le FDR (Flight Data Recorder) l'un des deux enregistreurs de vol. Des morceaux de la carlingue avec des hublots ont notamment été récupérés par la marine de Singapour.
L'armée indonésienne a annoncé le 27 janvier 2015 l'arrêt de ses opérations de recherches dans l'épave de l'Airbus d'AirAsia qui a duré plus de 30 jours. Les enregistreurs de vol de l'appareil gisant à une trentaine de mètres de fond ont été récupérés, mais le mauvais temps et la faible visibilité ont fortement entravé le travail des équipes de secours. Au 7 février 2015, 98 corps ont été récupérés dont celui des deux pilotes.

### Découverte des enregistreurs de vols
Après plus de deux semaines de recherches des plongeurs parviennent à localiser les boîtes noires. Le 12 janvier 2015, l’enregistreur des données de vol (FDR) a été récupéré « en bon état ». Le 13 janvier 2015, des plongeurs ont remonté à la surface de la mer de Java l’enregistreur des conversations du cockpit (CVR), un caisson rectangulaire de couleur orange qui renferme les communications orales entre les pilotes et le contrôle aérien. Cette deuxième boîte noire de l’Airbus A320 était enfouie à une vingtaine de mètres de la première. Le Comité national de la sécurité des transports (KNKT) estime à deux ou trois jours le temps qu’il faudra pour télécharger les données des deux boîtes noires, leur analyse pouvant ensuite prendre plusieurs semaines. Les données enregistrées dans les boîtes noires sont considérées comme essentielles pour permettre de déterminer les causes du crash.

## Hypothèses liées à la disparition de l'appareil
Les hypothèses suivantes ont été avancées par des « experts » peu après l'accident. Toutes ont été cependant démenties par le rapport d'enquête.

### Conditions météorologiques
L'hypothèse la plus sérieuse semble être liée au contexte météorologique du moment. C'est en tout cas ce que pense Christophe Naudin, criminologue spécialisé en sécurité aérienne. 42 minutes après son décollage, alors que l'avion était établi au niveau de vol 320 (environ 8 960 mètres), l'équipage a requis auprès du contrôle aérien indonésien de Djakarta l'autorisation de monter au niveau 380 et d'altérer sa route vers la gauche, au cap 270°, probablement pour éviter une cellule orageuse d'un cumulonimbus. C'est une manœuvre courante dans ce genre de situation. Le plafond technique d'un A320-200 étant de 39 980 pieds, il est possible qu'une turbulence extrême ait pu faire décrocher le pilote automatique et positionner l'avion dans une configuration inhabituelle ou irrattrapable. Selon Naudin, qui n'exclut pas le givrage de l'appareil ou celui des sondes Pitot, le faible dispersement des débris témoignerait du fait que l'avion soit tombé assez verticalement. C'est également le point de vue de Jean Serrat, qui évalue le 3 janvier 2015 la chute de l'appareil à 11,000 ft/min (4 000 mètres par minute) après que l'appareil eut entamé une montée non autorisée avec une incidence beaucoup trop importante en air turbulent.

### Problèmes de centrage
Seconde hypothèse évoquée par Gérard Feldzer, un problème de masse et centrage. Au niveau 380, l'avion est instable dans un air turbulent. Si l'avion est mal centré ou trop lourd, il est possible qu'il décroche et devienne incontrôlable. Le devis de masse indique un décollage à 58,5 tonnes pour une masse maximale au décollage de 73,5 tonnes. L'avion n'était donc pas chargé, et rien ne vient étayer cette supposition.

### Possible amerrissage forcé
Au vu des premières informations relatives à l'épave, certains experts, à la tête desquels figure Dudi Sudibyo, n'excluent pas que le commandant de bord Iriyanto, un ancien pilote de l'armée de l'air indonésienne, ait pu tenter et réussir un amerrissage d'urgence avant que l'avion ne coule en raison de l'état de la mer.
L'ancien ministre des Transports, Jusman Syafii Djamal, est convaincu que la découverte de la porte de secours signifie que « quelqu'un l'avait ouverte ». Selon lui, des passagers pourraient avoir attendu un membre d'équipage gonflant un canot de sauvetage avant d'être touchés par une haute vague qui a fait sombrer l'avion. «De hautes vagues ont peut-être heurté l'avion, le nez de l'appareil, et coulé l'avion », a-t-il ajouté. Le 2 janvier 2015, le repérage probable de l'empennage détaché du reste de la cellule vient contredire la thèse de l’amerrissage.

## Premiers éléments d’enquête
Le ministre des Transports Ignacius Jonan a présenté les premiers résultats obtenus de la lecture des enregistreurs de vol de l’Airbus A320 d’Indonesia Air Asia.
Il a indiqué que « Dans les dernières minutes, l’avion est monté à une vitesse ascensionnelle supérieure à la normale, avant de franchir la vitesse limite à laquelle il pouvait monter. Il aurait atteint une vitesse verticale de 6 000 pieds par minute » (normalement 2 000 ft/min), dont il a souligné qu’elle pouvait être supérieure à celle d’un avion de chasse à cette altitude, « Ensuite l'avion a décroché ». Les membres de l'équipage étaient en règle.
Le 29 janvier 2015, l'analyse des boîtes noires révèle que le copilote, le français Rémi Plésel, était à ce moment-là aux commandes de l'avion. Le commandant de bord, assis à gauche, surveillait ce pilotage. Les enregistrements sonores et de données, retrouvés au fond de la mer, montrent également que l'avion naviguait à une altitude de croisière stable (32 000 pieds soit 9 750 mètres) avant de virer à gauche puis de prendre plus de hauteur. Le vol QZ8501 est ensuite monté à 37 400 pieds en environ 30 secondes et dans une ascension qualifiée de « raide » par Mardjono Siswosuwarno qui dirige la Commission nationale indonésienne de sécurité des transports (NTSC), précisant que c'est peu de temps après que les avertisseurs sonores indiquant un décrochage de l'appareil se sont déclenchés. Il aurait fallu ensuite 30 autres secondes pour que l'Airbus revienne à 34 000 pieds. Il aurait ensuite continué de descendre, mais moins vite. La chute de l’avion aurait duré 3 minutes avant qu’il ne disparaisse des écrans radar et touche la surface de la mer de Java. L'alarme de décrochage a retenti dans le cockpit lors de l'ascension et continuait jusqu'à l'impact.
Des informations émergeant des derniers moments du vol QZ8501 incitent les enquêteurs à examiner les dossiers de maintenance de l'un des systèmes automatisés, le Flight Augmentation Computer (FAC). Cette décision de couper le FAC en conditions turbulentes a surpris les professionnels de l'aéronautique, parce que la procédure habituelle pour le redémarrer est d'appuyer sur un bouton situé sur le panneau supérieur. Il est d'usage de réinitialiser le FAC, mais couper son alimentation est très inhabituel, on ne tire pas sur le breaker, sauf en cas d'urgence absolue. C'est un point essentiel de l'enquête parce que pour actionner le disjoncteur, le commandant de bord a dû se lever de son siège. Les coupe-circuit se trouvent sur un panneau mural juste derrière le copilote. Il est difficile, voire impossible, de les atteindre à partir de la position assise du côté gauche où se trouve le commandant de bord, selon deux pilotes expérimentés et au vu des plans du cockpit. Peu après cette action, le copilote a fait brusquement monter l'avion, moment à partir duquel, ont dit les enquêteurs, l'appareil a décroché. Le commandant a fini par reprendre le contrôle, mais, selon une personne proche du dossier, il n'était pas en position d'intervenir tout de suite pour récupérer la trajectoire. Selon une personne proche du dossier, le pilote indonésien avait volé quelques jours avant le crash sur le même avion, constatant que ce système était parfois défectueux.

## Rapport final
Le rapport final de la commission d'enquête de l'aviation civile indonésienne sur l'accident de l'Airbus A320 de la compagnie aérienne low-cost malaisienne AirAsia a été rendu public le 1er décembre 2015. Il met en évidence un enchaînement de causes dont une maintenance insuffisante et une réaction inappropriée de l'équipage à une panne électronique, provoquant le décrochage irrécupérable de l'appareil. La mauvaise météo n'est pas directement en cause.
5 facteurs contributifs sont mis en avant par le rapport, dont chacun, s'il avait été supprimé aurait évité le crash, parmi ces facteurs: le défaut du module RTLU fabriqué par ARTUS, une entreprise française fournisseur d'AIRBUS, le défaut de maintenance de la compagnie AIR ASIA, la perte de continuité électrique subie par les ordinateurs FAC qui commande le débattement du gouvernail, susceptible d'être causé par la déconnexion des fusibles par le commandant, le débattement non commandé du RUDDER de 2 degrés du fait de la logique d'AIRBUS inconnue des pilotes et qui a entraîné l'avion dans un mouvement de roulis que les pilotes ne sont pas arrivés à contrôler, ce qui a entraîné le décrochage.
Selon celui-ci, le Rudder Travel Limiter Unit (RTLU), calculateur de bord qui limite le débattement de la gouverne de direction, a connu, un grand nombre de fois, des pannes entraînant le déclenchement de l'alarme générale (Master Caution) : 4 fois au cours de la quarantaine de minutes qui se sont écoulées entre le décollage et la disparition de l'appareil et 23 fois au total  au cours de l'année qui a précédé l'accident. Ces pannes du RTLU seraient dues à une fissure d'une soudure dans chacun de ses canaux A et B. Elles n'affectent pas directement la sécurité des vols puisque les autres systèmes de commandes de vols continuent à fonctionner normalement ; seule, la limite de déflexion de la gouverne de direction reste figée à sa dernière valeur. Il convient néanmoins pour les pilotes de régler cette "master caution" car tout mouvement du rudder à l'altitude et vitesse de croisière peut se révéler catastrophique pour la structure même de l'avion.
Après avoir appliqué la procédure prévue lors des 3 premières alarmes, le commandant de bord s'est levé à la quatrième pour aller redémarrer les deux Flight Augmentation Computer (FAC), en agissant sur leurs breakers, ce qui n'est pas formellement autorisé (ni formellement interdit) en vol, provoquant 2 autres alarmes (panne des FAC 1 et 1+2). Le pilote automatique a été ainsi perdu, ainsi que l'automanette et les protections de domaine de vol du mode normal, pour se retrouver en mode dégradé (Alternate Law). Par ailleurs, la gouverne de direction s'est retrouvée braquée de 2°, entraînant par effet dièdre un mouvement de roulis de 6°/s. Le copilote, aux commandes, n'a réagi que 9 secondes après la perte du pilote automatique, alors que l'inclinaison atteignait déjà 54°, bien en dehors du domaine de vol (l'inclinaison maximale a été de 104°).
Il est très vraisemblable que les pilotes n'aient pu réagir compte tenu de la désorientation spatiale qu'ils ont dû ressentir.
Tout de suite après, une action à cabrer de la part du pilote a été mémorisée par les enregistreurs de vol l'amenant à une altitude maximale de 38 500 pieds avant d'entamer un décrochage prolongé. L’alarme de décrochage s'est déclenchée. Alors que dans cette situation, il faut pousser le manche pour diminuer l'incidence, le pilote en fonction lors de l'accident a inexplicablement tiré sur le manche, cabrant l'appareil et entretenant sa chute, le dernier enregistrement avant l'impact montrant une assiette à cabrer de 20° pour une incidence de 50° et une inclinaison de 8° à gauche, une vitesse indiquée de 83 nœuds (154 km/h) et une vitesse verticale de 8400 pieds par minute (43 m/s).

## Médias
L'accident a fait l'objet d'un épisode dans la série télé Air Crash nommé « Solution Mortelle » (saison 15 - épisode 9).